# Filipino
Filipino (tidigare Pilipino), eller filippinska, är en sociolekt av språket tagalog, som, vid sidan av engelska, är ett av de officiella språken på Filippinerna.
Språket sorteras under den malajo-polynesiska språkgrenen inom språkfamiljen austronesiska språk och baseras i huvudsak på tagalog, det filippinska språk som talas kring huvudstaden Manila. Filipino har också hämtat element från visayan (cebuano), ilocano, ilongot och andra filippinska språk.
Bakom namnet och standardiseringen ligger the National Language Institute, som sedan 1937 verkat för att skapa ett nationellt, gemensamt språk för landets invånare.  Utanför huvudstadsregionen har dessa ansträngningar dock rönt begränsad framgång, och många filippiner från andra regioner upplever filipino som ett främmande språk man var tvungen att lära sig i skolan. Som andraspråk och lingua franca i Filippinerna är engelska väl så utbrett som filipino.

## Klassificering
- Austronesiska språk
  - Malajopolynesiska språk
    - Västliga malajopolynesiska språk
      - Centralfilippinska språk
        - Filipino (tagalog)